# Mons Huygens
För andra betydelser, se Huygens (olika betydelser).
Mons Huygens är ett berg på norra sidan av den del av månen som vetter mot jorden.
Mons Huygens har fått sitt namn efter den nederländske astronomen och matematikern Christiaan Huygens.
Berget är snarast ett bergsmassiv som sträcker sig omkring 40 km i sydsydväst-nordnordostlig riktning. Berget ligger i den centrala delen av bergskedjan Montes Apenninus. Precis väster om Mons Huygens ligger det lägre Mons Ampère och en bit åt nordost ligger Mons Bradley, bägge i samma bergskedja som Mons Huygens. Nordväst om Mons Huygens ligger månhavet Mare Imbrium.